# Dániel Varga
Pour les articles homonymes, voir Varga.
Dániel Rudolf Varga (né le 25 septembre 1983 à Budapest) est un joueur de water-polo hongrois.
C'est le capitaine de l'équipe nationale hongroise et il remporte le titre olympique en 2008 à Pékin, en même temps que son frère cadet Dénes Varga.